# Donji Oštri Vrh Ozaljski
Donji Oštri Vrh Ozaljski is een plaats in de gemeente Ozalj in de Kroatische provincie Karlovac. De plaats telt 70 inwoners (2001).